# Xã Pelican, Quận Crow Wing, Minnesota
Xã Pelican (tiếng Anh: Pelican Township) là một xã thuộc quận Crow Wing, tiểu bang Minnesota, Hoa Kỳ. Năm 2010, dân số của xã này là 446 người.